# 秩父宮雍仁親王
秩父宮雍仁親王（日语：／ Chichibu-no-miya Yasuhito Shinnō */?、1902年6月25日—1953年1月4日），是大正天皇和貞明皇后的第二皇子，幼名淳宮（／ Atsu no miya），徽印印號為若竹。 曾任陸軍少將、日本國會議員、昭和天皇的亲弟弟。曾於1925年到台灣訪問。1922年，立为秩父宫。陆军士官学校毕业，后留学英国。1938年以陆军少将任华南派遣军参谋，参加对中国的战争。之后又多次来华，代表天皇慰问皇军。而他觀察南京一戰的暴行後，做出了中日關係已經受損的論調。1940年，秩父宫雍仁被任命为山百合的主管，再被派遣到东南亚地区，負責将日军从菲律宾、新加坡、马来亚、荷属东印度和法属印度支那掠夺的财宝，通过船队运回日本。战争结束后不久，秩父宫便在1953年於神奈川县逝世。

## 简介

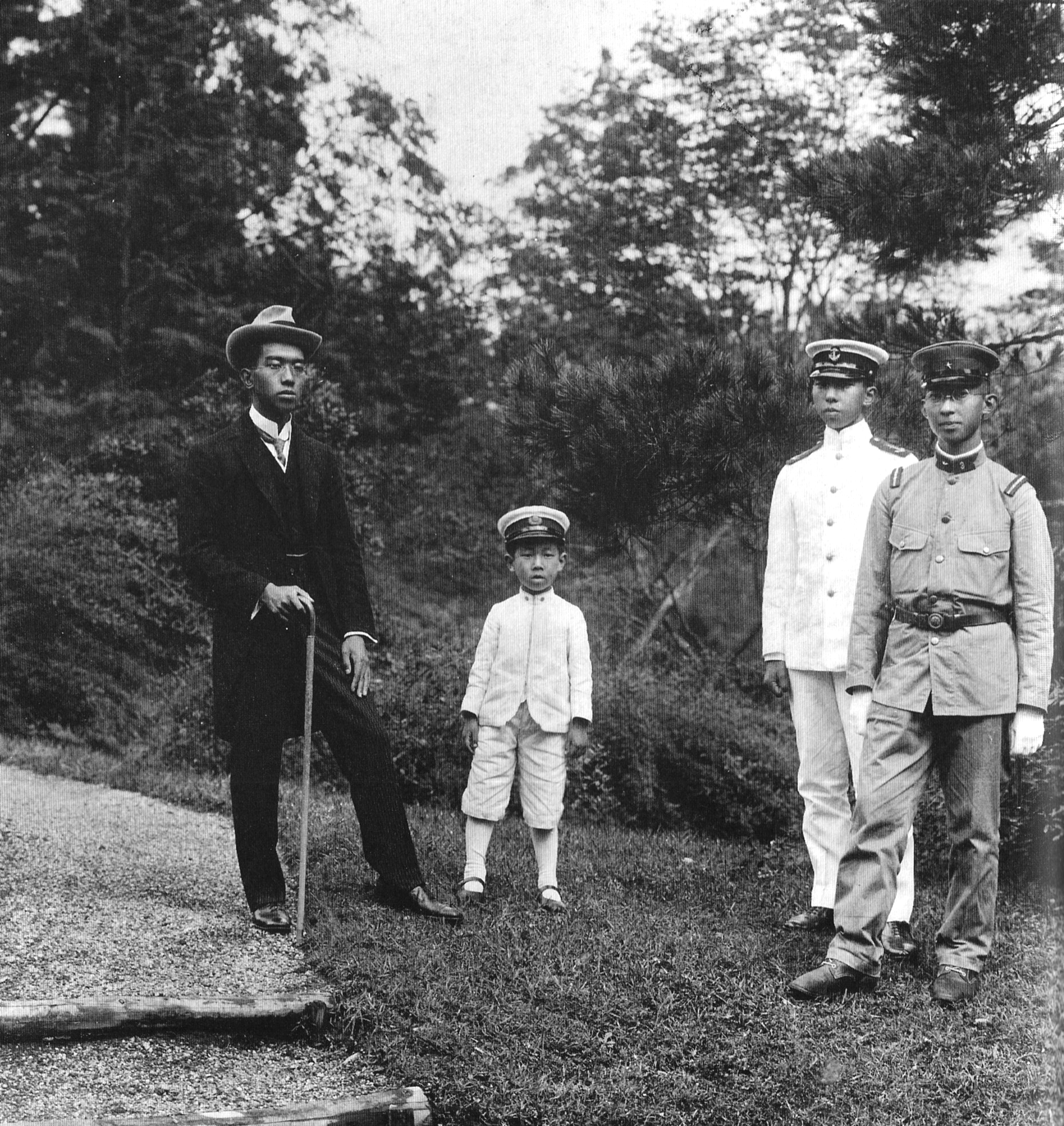
1921年，左起为皇太子裕仁、崇仁亲王、宣仁亲王和雍仁亲王。

秩父宫雍仁亲王是大正天皇和贞明皇后二子，昭和天皇的弟弟。小名（御用尊称）淳宫。其妃是德川时代会津藩主松平容保六子，驻英美大使，和币原喜重郎齐名的外交官的松平恒雄的长女势津子。
其生前以社會活動的名義戮力振興日本的滑雪、橄欖球等體育運動，被稱為「體育王子」（スポーツの宮様）。東京明治神宮外苑的秩父宮橄欖球場、秩父宮紀念體育博物館（現休館）以其宮號命名。

## 生平

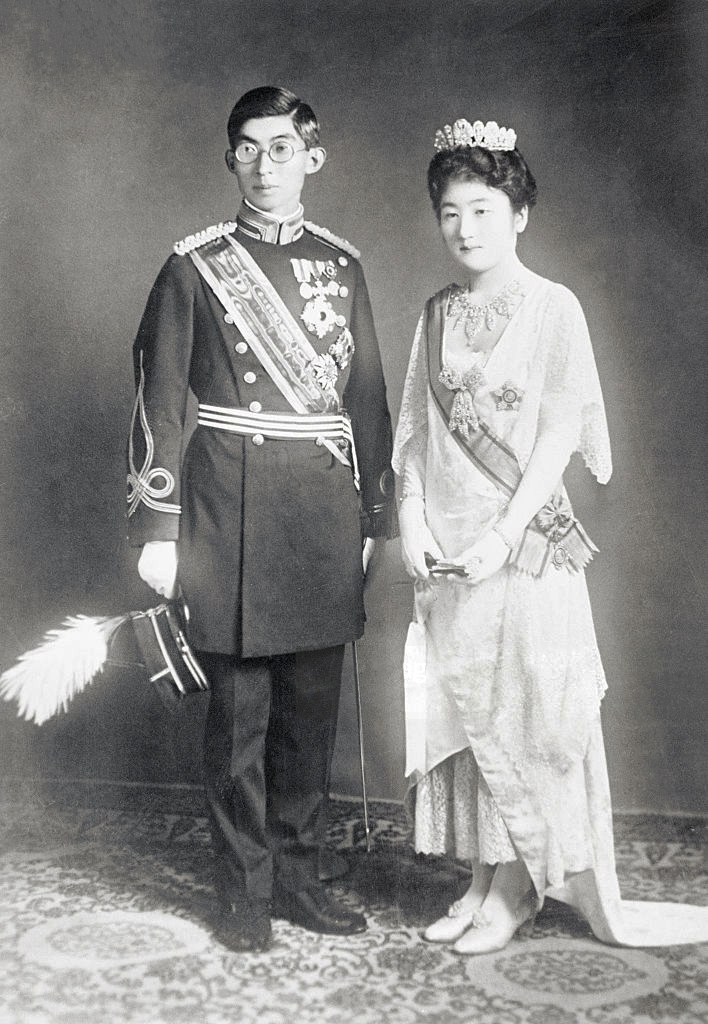
1928年，雍仁亲王与势津子

年少的时候与裕仁和宣仁共同长大，据说三个人的关系不错。与其兄比起来，是最活泼的一个。不时为争夺玩具而打斗吵架，经常最先伸手去拿东西。但是在其兄不在的时候却非常安静，自称“内弁庆”。据说其祖父明治天皇经常给予玩具。但是一生中与明治天皇接触的机会几乎没有，在明治天皇死前，一直都没有听到过明治天皇的声音。但是，却与祖母昭宪皇太后经常见面，在其面前和兄弟学友一起炫耀表演日本传统戏剧。“秩父宫”的宫号来源于秩父岭，是东京所在武藏国的名山，基于其处于雍仁府邸西北的地名而选定的。1928年9月28日和松平节子（成婚的时候改名为势津子）结婚。虽然当时此事成为“本世纪的大恋爱”等话题闹得沸沸扬扬，实际上都是谣言。虽然和其妃势津子之间最终没有孩子，但是曾经让势津子怀过一次孕。那时雍仁非常欢喜，结果流产了。据说其后两人共同度过了一段悲伤的日子。

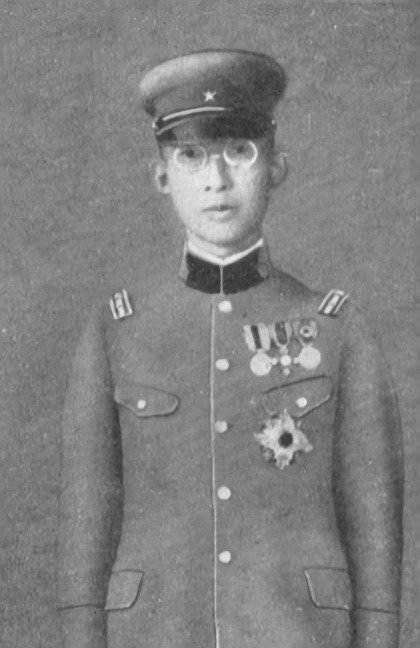
1928年，担任陆军中尉时的秩父宫雍仁亲王

1920年10月，入读陆军士官学校（第34期）。毕业后，于1922年10月被任命为少尉。1928年12月（昭和3年）进入陆军大学校， 1931年11月（昭和6年）毕业（第43期）。

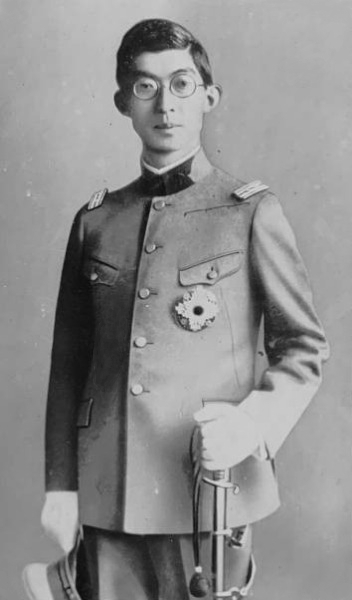
1934年时的秩父宫雍仁亲王

昭和天皇裕仁早年生的4个孩子都是女兒，这时继承顺序排在第一位的秩父宫被時人尊称为「皇太弟」。他在滑雪與橄榄球等项目上大出风头。被称为体育王子，和沉默寡言的昭和天皇相比，他更受到全体国民的爱戴。他的家庭沙龙是上流贵族子弟的榜样。皇道派军官一度希望雍仁继承大統，但1936年二二六事件後，支持雍仁的皇道派军官被彻底清除。雍仁在军中的影响力直线下降。

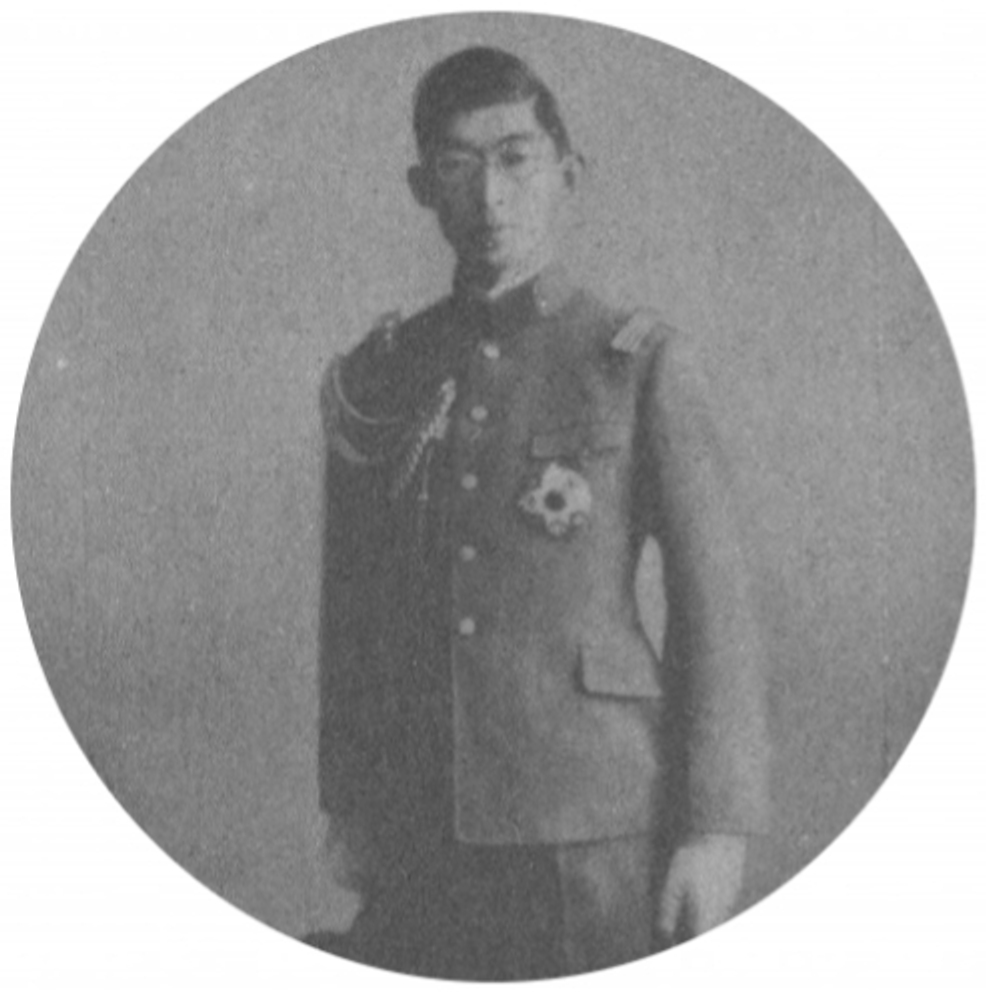
秩父宫雍仁亲王

于1937年到欧洲巡回访问，出席了英王乔治六世的即位仪式，随后访问了瑞典和荷兰，最后访问了德国，作为外国来宾出席纽伦堡的纳粹党大会，并和希特勒在纽伦堡进行了会谈。在会谈中希特勒在提到苏联领导人斯大林的时候，言辞激烈地攻击道“我憎恨他”。参加这次会谈的雍仁对随身士官本间雅晴说：“希特勒是个政客，难以让人信任”。盡管如此，他傾向支持加入三国同盟条约，但昭和天皇对此消极而与他对立。1938年以陆军少将任华南派遣军参谋，参加中日战争。在当时的日本基层军官阶层深得喜爱。可是他看到中國方面的日軍素質和報導後，發現他們的軍紀和名聲太差，與同樣入伍參軍的閑院宮春仁王的書信中，寫到得知日軍在南京大屠殺中所做出暴行後，他認為會給中日關係帶來了負面影響，作家保坂正康認為，這些史料間接證實了南京陷落的一些不光彩情況已經傳到宮中。同樣地，他也反對擴大對中國的戰爭。

## 死因
在陆军任职时，身体健康的他在1940年被诊断出肺结核，到了第二年回到御殿场疗养。在后方虽然一贯批判战争扩大政策，但是由于病痛未能在公共场合陈述其观点。到战争结束时也一直在御殿场疗养。在战后一边疗养、一边写作。主张皇室开放论，促成了明仁皇太子出访欧洲参加英女王伊丽莎白二世的加冕礼。1953年1月4日，因病情恶化在疗养地神奈川县藤泽市鹄沼别墅死去，终年50岁。被供奉在与雍仁宫号同名的秩父神社。42年后的1995年8月25日，其妻势津子逝世，秩父宫家断绝废止。
他活着的时候一直是各种谣言的中心。二二六事件时候，叛乱的軍官們策划着拥立秩父宫（也有他就是事件主謀的說法），战后以麦克阿瑟为首的駐日盟軍總司令部（GHQ），也有命令昭和天皇禪讓予秩父宫的想法，连他的生病和死亡都有阴谋和暗杀的言论。在他临终的时候，想见哥哥一面而不可得。

## 皇位第一顺位继承人
从1926年12月25日，也就是雍仁亲王之兄昭和天皇践祚算起，直到1933年12月23日雍仁亲王的侄子继宫明仁亲王（也就是日后的上皇明仁）出生，这中间不到7年的时间里，雍仁亲王处在皇位继承顺位的第一位（推定继承人），并且是直宫家的大皇子。不过由于昭和天皇践祚时的年龄只有25岁，其妻香淳皇后只有23岁，考虑到将来有可能会诞生继任太子，所以皇室并未册立雍仁亲王为“皇太弟”。此外，与令和时的秋篠宫文仁亲王不同，皇室亦未曾为他举行“立皇嗣之礼”等宣布皇嗣身份的仪式。
从旧皇室典范制定算起，他是唯一一个曾处于皇位继承顺位的第一位，但却未曾即位为天皇或被册立为皇嗣便死去的皇子。此外，他是明治时代以来的第一位皇弟，他兄弟中的其他皇弟是高松宫宣仁亲王和三笠宫崇仁亲王。（常陆宫正仁亲王是平成时代的皇弟，秋篠宫文仁亲王则是令和时代的皇弟。其中，秋篠宫文仁亲王在其兄长德仁登基后，成为处于皇位继承顺位第1位的皇嗣。）
下一次由皇弟处在皇位继承顺位第一位的情况发生在2019年（令和元年）5月1日，第126代德仁天皇登基。其继承人为秋篠宫文仁亲王（德仁天皇的弟弟，雍仁亲王的侄孙）。

## 譜系圖
|  |  | (122)明治天皇 | (122)明治天皇 | (122)明治天皇 | (122)明治天皇 | (122)明治天皇 | (122)明治天皇 |  |  | (123)大正天皇 | (123)大正天皇 | (123)大正天皇 | (123)大正天皇 | (123)大正天皇 | (123)大正天皇 |  |  | (124)昭和天皇      | (124)昭和天皇      | (124)昭和天皇      | (124)昭和天皇      | (124)昭和天皇      | (124)昭和天皇      |  |  | (125)上皇（明仁）  | (125)上皇（明仁）  | (125)上皇（明仁）  | (125)上皇（明仁）  | (125)上皇（明仁）  | (125)上皇（明仁）  |  |  | (126)今上天皇（德仁）  | (126)今上天皇（德仁）  | (126)今上天皇（德仁）  | (126)今上天皇（德仁）  | (126)今上天皇（德仁）  | (126)今上天皇（德仁）  |  |  |          |          |          |          |          |          |  |  |
|  |  | (122)明治天皇 | (122)明治天皇 | (122)明治天皇 | (122)明治天皇 | (122)明治天皇 | (122)明治天皇 |  |  | (123)大正天皇 | (123)大正天皇 | (123)大正天皇 | (123)大正天皇 | (123)大正天皇 | (123)大正天皇 |  |  | (124)昭和天皇      | (124)昭和天皇      | (124)昭和天皇      | (124)昭和天皇      | (124)昭和天皇      | (124)昭和天皇      |  |  | (125)上皇（明仁）  | (125)上皇（明仁）  | (125)上皇（明仁）  | (125)上皇（明仁）  | (125)上皇（明仁）  | (125)上皇（明仁）  |  |  | (126)今上天皇（德仁）  | (126)今上天皇（德仁）  | (126)今上天皇（德仁）  | (126)今上天皇（德仁）  | (126)今上天皇（德仁）  | (126)今上天皇（德仁）  |  |  |          |          |          |          |          |          |  |  |
|  |  |               |               |               |               |               |               |  |  |               |               |               |               |               |               |  |  |                    |                    |                    |                    |                    |                    |  |  |                    |                    |                    |                    |                    |                    |  |  |                        |                        |                        |                        |                        |                        |  |  |          |          |          |          |          |          |  |  |
|  |  |               |               |               |               |               |               |  |  |               |               |               |               |               |               |  |  | （秩父宮）雍仁親王 | （秩父宮）雍仁親王 | （秩父宮）雍仁親王 | （秩父宮）雍仁親王 | （秩父宮）雍仁親王 | （秩父宮）雍仁親王 |  |  | （常陸宮）正仁親王 | （常陸宮）正仁親王 | （常陸宮）正仁親王 | （常陸宮）正仁親王 | （常陸宮）正仁親王 | （常陸宮）正仁親王 |  |  | （秋篠宮）皇嗣文仁親王 | （秋篠宮）皇嗣文仁親王 | （秋篠宮）皇嗣文仁親王 | （秋篠宮）皇嗣文仁親王 | （秋篠宮）皇嗣文仁親王 | （秋篠宮）皇嗣文仁親王 |  |  | 悠仁親王 | 悠仁親王 | 悠仁親王 | 悠仁親王 | 悠仁親王 | 悠仁親王 |  |  |
|  |  |               |               |               |               |               |               |  |  |               |               |               |               |               |               |  |  | （秩父宮）雍仁親王 | （秩父宮）雍仁親王 | （秩父宮）雍仁親王 | （秩父宮）雍仁親王 | （秩父宮）雍仁親王 | （秩父宮）雍仁親王 |  |  | （常陸宮）正仁親王 | （常陸宮）正仁親王 | （常陸宮）正仁親王 | （常陸宮）正仁親王 | （常陸宮）正仁親王 | （常陸宮）正仁親王 |  |  | （秋篠宮）皇嗣文仁親王 | （秋篠宮）皇嗣文仁親王 | （秋篠宮）皇嗣文仁親王 | （秋篠宮）皇嗣文仁親王 | （秋篠宮）皇嗣文仁親王 | （秋篠宮）皇嗣文仁親王 |  |  | 悠仁親王 | 悠仁親王 | 悠仁親王 | 悠仁親王 | 悠仁親王 | 悠仁親王 |  |  |
|  |  |               |               |               |               |               |               |  |  |               |               |               |               |               |               |  |  |                    |                    |                    |                    |                    |                    |  |  |                    |                    |                    |                    |                    |                    |  |  |                        |                        |                        |                        |                        |                        |  |  |          |          |          |          |          |          |  |  |
|  |  |               |               |               |               |               |               |  |  |               |               |               |               |               |               |  |  | （高松宮）宣仁親王 | （高松宮）宣仁親王 | （高松宮）宣仁親王 | （高松宮）宣仁親王 | （高松宮）宣仁親王 | （高松宮）宣仁親王 |  |  | 寬仁親王           | 寬仁親王           | 寬仁親王           | 寬仁親王           | 寬仁親王           | 寬仁親王           |  |  |                        |                        |                        |                        |                        |                        |  |  |          |          |          |          |          |          |  |  |
|  |  |               |               |               |               |               |               |  |  |               |               |               |               |               |               |  |  | （高松宮）宣仁親王 | （高松宮）宣仁親王 | （高松宮）宣仁親王 | （高松宮）宣仁親王 | （高松宮）宣仁親王 | （高松宮）宣仁親王 |  |  | 寬仁親王           | 寬仁親王           | 寬仁親王           | 寬仁親王           | 寬仁親王           | 寬仁親王           |  |  |                        |                        |                        |                        |                        |                        |  |  |          |          |          |          |          |          |  |  |
|  |  |               |               |               |               |               |               |  |  |               |               |               |               |               |               |  |  |                    |                    |                    |                    |                    |                    |  |  |                    |                    |                    |                    |                    |                    |  |  |                        |                        |                        |                        |                        |                        |  |  |          |          |          |          |          |          |  |  |
|  |  |               |               |               |               |               |               |  |  |               |               |               |               |               |               |  |  | （三笠宮）崇仁親王 | （三笠宮）崇仁親王 | （三笠宮）崇仁親王 | （三笠宮）崇仁親王 | （三笠宮）崇仁親王 | （三笠宮）崇仁親王 |  |  | （桂宮）宜仁親王   | （桂宮）宜仁親王   | （桂宮）宜仁親王   | （桂宮）宜仁親王   | （桂宮）宜仁親王   | （桂宮）宜仁親王   |  |  |                        |                        |                        |                        |                        |                        |  |  |          |          |          |          |          |          |  |  |
|  |  |               |               |               |               |               |               |  |  |               |               |               |               |               |               |  |  | （三笠宮）崇仁親王 | （三笠宮）崇仁親王 | （三笠宮）崇仁親王 | （三笠宮）崇仁親王 | （三笠宮）崇仁親王 | （三笠宮）崇仁親王 |  |  | （桂宮）宜仁親王   | （桂宮）宜仁親王   | （桂宮）宜仁親王   | （桂宮）宜仁親王   | （桂宮）宜仁親王   | （桂宮）宜仁親王   |  |  |                        |                        |                        |                        |                        |                        |  |  |          |          |          |          |          |          |  |  |
|  |  |               |               |               |               |               |               |  |  |               |               |               |               |               |               |  |  |                    |                    |                    |                    |                    |                    |  |  |                    |                    |                    |                    |                    |                    |  |  |                        |                        |                        |                        |                        |                        |  |  |          |          |          |          |          |          |  |  |
|  |  |               |               |               |               |               |               |  |  |               |               |               |               |               |               |  |  |                    |                    |                    |                    |                    |                    |  |  | （高圓宮）憲仁親王 |                    |                    |                    |                    |                    |  |  |                        |                        |                        |                        |                        |                        |  |  |          |          |          |          |          |          |  |  |
|  |  |               |               |               |               |               |               |  |  |               |               |               |               |               |               |  |  |                    |                    |                    |                    |                    |                    |  |  |                    |                    |                    |                    |                    |                    |  |  |                        |                        |                        |                        |                        |                        |  |  |          |          |          |          |          |          |  |  |

## 外部連結
- 旧秩父宮 - 宮内庁 （页面存档备份，存于）

1. ↑  歴史・沿革 （页面存档备份，存于） （公財）日本ラグビーフットボール協会